# Externistenprüfung
Eine Externistenprüfung ist Teil einer in Österreich, Ungarn und der Slowakei möglichen Form des Schulunterrichts.
Der Unterricht findet dabei als Hausunterricht (u. U. mit Hilfe eines Lehrers) oder in einer Privatschule ohne Öffentlichkeitsrecht statt. Der Schüler legt anschließend Prüfungen in einer staatlichen Schule, an die der Prüfling seitens des Landesschulrates zugewiesen wird, ab (§ 11 Abs. 4 Schulpflichtgesetz 1985). Bei Nichtbestehen der Prüfung darf man frühestens drei Monate danach wieder antreten. Pro Bundesland hat man pro Gegenstand maximal drei Versuche, diesen positiv zu absolvieren. Meistens werden Externisten-Prüfungen mit Hilfe besonderer Maturaschulen von Maturanten abgelegt. Zur Umsetzung gibt es eine eigene Externistenprüfungsverordnung.